# Dalriada
Dalriada ,Dal Riada sau Dál Riata a fost un regat a triburilor scot existent în N. Irlandei și coasta vesticǎ a Scoției la sfârșitul secolului al V-lea până la jumătatea secolului al IX-lea. Ultimul rege din Dalriada, Kenneth MacAlpin a reușit să unifice regatul său cu poporul pict rezultând cea ce mai tărziu va fi Alba sau Scoția.

### Listă de regi din DalRiada
- Erc (dată necunoscută-474)
- Loarn (474-501)
- Fergus Mor I (501-501)
- Domangart I (501-507)
- Comgall (507-538)
- Gabhran (538-558)
- Conall I (558-574)
- Aedan de Dalriada (574-608)
- Eochaid I (608-629)
- Connad (629)
- Domnall I (629-642)
- Ferchar I (642-650)
- Dunchad (650-654)
- Conall (650-660)
- Domangart II (660-673)
- Maelduin (673-688)
- Domnall II (688-695)
- Ferchar II (695-697)
- Eochaid II (697)
- Ainbcellach (697-698)
- Fiannamail (698-700)
- Selbach (700-723)
- Dungal (723-726)
- Eochaid III (726-733)
- Alpin I (733)
- Muiredach (733-736)
- Eogan (736-739)
- Aed (739-778)
- Fergus II (778-781)
- Eochaid IV (781)
- Caustantín (781-820), de asemenea rege al picților
- Óengus (820-834), de asemenea rege al picților
- Drust (834-837), de asemenea rege al picților
- Eoganan (837-839)
- Alpin II (839-841)
- Kenneth I (841-858), primul rege pe tot Regatul Scoției